# Kan (Krasnoiarsk)
|  | Per a altres significats, vegeu «Kan». |

Kan (en rus: Кан) és un poble (un possiólok) del krai de Krasnoiarsk, a Rússia, segons el cens del 2017 tenia 13 habitants. Pertany al districte municipal d'Aguínskoie.